# Jean Meschinot
Jean Meschinot (* 1420 in Monnières (Loire-Atlantique); † 12. September 1491) war ein französischer Dichter.

## Leben und Werk
Jean Meschinot stand in Rennes und Nantes von 1442 bis 1488 als Hofdichter im Dienste der vier Herzöge der Bretagne Franz I., Peter II., Arthur III. von Richmond und Franz II. sowie von Anne de Bretagne. Postum erschien 1493 gedruckt sein Werk Les lunettes des princes, eine Art Autobiographie, die auf das Werk Le Prince (1470) von Georges Chastellain reagierte und die ein ähnlich großer Verkaufserfolg wurde wie Le Testament (1461) von François Villon. Meschinot nahm das Werk De consolatione von Boethius als Vorlage und entwickelte die Themen Fortuna, Der Fürst, Mitleid mit den Kleinen, Satire des Rechtswesens und Tod. Den Text (2000 Verse) durchziehen ein extremer Pessimismus und eine geradezu pathologische Melancholie. Er wird den Grands rhétoriqueurs zugerechnet.

## Werke
- (1493) Les lunettes des princes. Hrsg. Olivier de Gourcuff. Paris, Librairie des bibliophiles, Paris 1890.
  - (kritische Ausgabe) Hrsg. Bernard Toscani. Lettres modernes, Paris 1971.
  - Hrsg. Christine Martineau-Genieys. Droz, Genf 1972.